# Паша Парфени
Павел „Паша“ Парфени (рус. Па́вел Парфе́ний, 30. мај 1986, Орхеј, Совјетски Савез) је молдавски певач и бивши члан групе Санстроук Пројект. Представљао је Молдавију на Евровизији 2012. године са песмом „Lăutar“ (срп. Виолиниста).

## Биографија
Од детињства Павел је био окружен музиком. Мајка му је била учитељица клавира на Факултету музичке уметности у Орхеју, а отац - певач и гитариста. Са седам година је већ био ученик на музичкој школи у Орхеју, на одсеку клавир. Године 2002, уписао је Музички Колеџ у Тираспољу, одсек за џез музику.
Године 2003. Павел је постао власник Гран Прија такмичења Гласови Транснистрије. Године 2006. он је наставио своје музичке студије на Академији за музику, позориште и визуелне уметности, где се окушао и као композитор.
Паралелно са студирањем, Павел такође учествује као певач у рок групи. Године 2007. постао је члан Позоришта Мјузикл које припада Културном центру Еилат.
Године 2009. Павел као вокал групе Санстроук Пројект учествује на националном избору за Евровизију у Молдавији са песмом „Ниједан злочин“, где су рангирани као трећи.
Павел је освојио награду „Гран При“ на Међународном фестивалу поп музике „Џорџ Григориу“ у Браили, који је одржан од 22. до 24. маја 2009. и преносила га је уживо ТВР (Румунска национална ТВ). Павел се вратио кући са освојеним аутомобилом.
Тријумфовао је на Међународном музичком фестивалу „Славјански Базар“ у Белорусији, Витебск, одржаном у лето 2009. Он се такмичио са уметницима из 16 земаља, укључујући Италију, Бразил, Бугарску, Украјину, Македонију, Србију, Литванију, Летонију, Русију, итд. Поред традиционалног трофеја, Павел је добио новчане награде у вредности од 6000 долара. На овом такмичењу је певао три песме.
У септембру 2009, Павел Парфени је учествовао на међународном фестивалу у Брашову.
У касну јесен 2010, Павелу је истекао уговор и напустио је Санстроук Пројект.
Године 2010, желео је да учествује на националном избору за Евровизију у Румунији. Али, пошто нема румунско држављанство, намеру није остварио. Песму је пријавио на молдавски избор и на крају освојио друго место, побеђен од свог бившег бенда Санстроук Пројект.
Дана 11. марта 2012, Паша Парфени освојио је национални избор за песму Евровизије 2012 и са песмом „Виолиниста“ представљаће Молдавију у Бакуу. Десет бодова од публике и 12 поена од жирија били су довољни да Паша оствари свој сан.